# 5月18日
5月18日是公历一年中的第138天（闰年第139天），离全年结束还有227天。

## 大事记

### 16世紀以前
- 332年：君士坦丁大帝宣布在君士坦丁堡發放免費食物給公民。
- 872年：義大利的路易二世以47歲之姿二度加冕為神聖羅馬帝國皇帝。先前他曾於844年以28歲之姿加冕過，當時正處其父親洛泰爾一世執政期間。
- 1096年：第一次十字軍東征：八百多名猶太人在德國沃姆斯遭到屠殺（英语：Worms massacre (1096)）。
- 1152年：兩年後將成為英王的亨利二世迎娶亞奎丹的艾莉諾。
- 1268年：埃及苏丹拜巴尔一世率领马木路克军队成功占领十字军国家安条克公国首都安条克。
- 1291年：十字軍在阿卡陷落後失去了耶路撒冷王國最後的堡壘。
- 1302年：武裝起義者在法蘭德斯伯國布魯日大屠殺佔領的法國駐軍，殺害約2000人。
- 1388年：藍玉率領明軍在捕魚兒海之戰中摧毀了北元皇帝脫古思帖木兒的部隊。
- 1498年：瓦斯科·達伽馬抵达印度卡利库特。
- 1499年：阿隆索·德·奧赫達從加的斯啟航，前往今日的委內瑞拉所在地。
- 1565年：鄂圖曼土耳其帝國發動馬爾他大圍攻，意圖征服馬爾他但最終未果。
- 1594年：對托馬斯·基德的異端指控，導致克里斯多福·馬羅遭到通緝。

### 17世紀
- 1631年：約翰·溫斯羅普在波士頓多切斯特宣誓就職，成為首任麻薩諸塞州州長。
- 1652年：羅德島州成为北美第一个宣布奴隶制度非法的州。
- 1695年：大清山西省臨汾發生大地震（英语：1695 Linfen earthquake），造成嚴重破壞並導致超過五萬兩千人喪生。

### 18世紀
- 1756年：大不列顛王國對法蘭西王國宣戰，七年戰爭爆發。
- 1765年：加拿大蒙特利尔发生大火灾，约四分之一的城镇被烧毁。
- 1783年：首位聯合帝國保皇黨人（英语：United Empire Loyalist）離美後抵達加拿大聖約翰。
- 1794年：第一次反法同盟法蘭德斯戰役期間的圖爾寬戰役發生。

### 19世紀
- 1803年：拿破崙戰爭：英國廢除《亞眠和約》並對法國宣戰。
- 1804年：法国颁布《共和十二年宪法》建立法兰西第一帝国，并由拿破仑·波拿巴担任皇帝。
- 1811年：拉斯彼德拉斯戰役（英语：Battle of Las Piedras (1811)）：拉布拉他河革命軍在荷西·赫瓦西奧·阿蒂加斯率領下，於烏拉圭取得之首場勝利。
- 1812年：約翰·貝林罕因刺殺（英语：Assassination of Spencer Perceval）時任英國首相史賓賽·珀西瓦爾而遭判有罪並處以絞刑。
- 1843年：愛丁堡的自由蘇格蘭教會（英语：Free Church of Scotland (1843–1900)）自蘇格蘭教會中分裂（英语：Disruption of 1843）出去。
- 1848年：德意志首次國民議會於法蘭克福召開。
- 1860年：美國總統大選：亞伯拉罕·林肯於共和黨全國代表大會擊敗威廉·亨利·西華德並獲得提名，後者後來成為美國國務卿。
- 1863年：南北戰爭：維克斯堡戰役期間，聯邦軍在尤利西斯·格蘭特率領下發起維克斯堡攻城戰，意圖完全奪取密西西比河的控制權。
- 1896年：美国最高法院在普莱西诉弗格森案中裁决隔离但平等的种族隔离政策「符合」美国宪法。

### 20世紀
- 1927年：好莱坞中國戲院开业。
- 1927年：學校董事會財務主管安德魯·基歐（英语：Andrew Kehoe）用定時器和步槍引爆炸藥，在密西根州巴斯聯合學校製造貝斯學校大爆炸，造成44人死亡，這是美國歷史上在學校發生的死亡人數最多的大屠殺。
- 1928年：毛泽东提出游击战16字诀：“敌进我退，敌驻我扰，敌疲我打，敌退我追。”
- 1934年：苏联将中东铁路权益转卖给日本。
- 1936年：中国工农红军开始西征。
- 1941年：二战：意大利王國驻意屬東非军队向英国軍隊投降。
- 1941年：二战：意大利傀儡政權克羅地亞獨立國和意大利首相墨索里尼簽訂羅馬條約，克羅地亞割让部份達尔馬提亞予意大利。
- 1944年：二戰：在同盟國陸空攻勢下，瓦迪斯瓦夫·安德斯的波蘭第2軍成功奪取義大利戰略據點卡西諾山。
- 1944年：蘇聯政府將近20萬的克里米亞韃靼人強制流放至烏茲別克等地。
- 1946年：國共合作修复黄河花园口大堤。
- 1946年：第二次国共内战：国民政府军队在东北四平击败中国共产党军队。
- 1948年：中華民國第一屆立法院在南京召開。
- 1953年：傑奎琳·考克倫成为第一位驾驶飞机速度超过音障的妇女。
- 1954年：《欧洲人权公约》生效。
- 1957年：美国新泽西州一間酒店東主，將其75個房間的酒店用特殊的運輸方法，整座搬往一英里以外的地方，捐贈予該區一個宗教團體。這種搬運方式，在當時來說是非常罕見的。[1]
- 1974年：印度成功進行首次核子試爆，為首個於核武禁擴條約生效後擁有核子武器的國家。
- 1974年：波兰华沙电台广播塔建成，高646.38米，成为当时世界最高的建筑结构。
- 1979年：日本品牌無印良品成立。
- 1980年：韩国光州的学生發起要求民主改革的游行示威，总统全斗煥动用军队镇压，光州事件发生。
- 1980年：中國向南太平洋预定海域发射的第一枚洲际导弹获得成功，射程9068千米。
- 1980年：美國華盛頓州斯卡梅尼亞縣的聖海倫火山發生大規模噴發，造成57人死亡和11億美元損失。
- 1990年：中国南京紫金山天文台命名小行星2752为“吴健雄星”。
- 1991年：第一位免費的太空游客：來自英國的化學家海倫·沙曼乘坐蘇聯聯盟（Soyuz TM-12）載人太空船升空，參觀米爾（Mir）太空站。
- 1991年：在中央政府因索馬利亞內戰垮臺後，索馬利亞民族運動宣布索馬利蘭從索馬利亞獨立建國。
- 1992年：中華民國刑法第一百條修正案生效，終結了言論叛亂罪或陰謀叛亂罪的法律依據，獨立台灣會案發回更審；在某種意義上可被視為臺灣白色恐怖時期的真正結束。
- 1992年：香港歌星陳百強在家中昏迷，送瑪麗醫院搶救，他在昏迷17個月之後，於翌年10月不治，得年35歲。醫生指陳百強死於腦衰竭。
- 1993年：丹麥全民公決，通過加入《馬城條約》。
- 1996年：孟加拉国北部在遭受強烈龍捲風侵襲後大約600人死亡，30000多人受傷，10萬人無家可歸。
- 1997年：首列京九直通車由北京西站发车。

### 21世紀
- 2001年：法國海軍首艘核動力航空母艦戴高樂號正式就役。
- 2001年：香港殿堂級女子組合Twins成立日。
- 2005年：莫斯科中央陆军体育俱乐部比三比一擊敗首奪，成為第一隊奪得歐洲賽事冠軍的俄罗斯球隊。
- 2009年：斯里蘭卡陸軍擊斃坦米爾伊拉姆猛虎解放組織領導人韋盧皮萊·普拉巴卡蘭，從而結束內戰。
- 2012年：美国社交網路服務网站Facebook通过首次公开募股正式在纳斯达克上市，募集资金160亿美元，成为美国历史上第三大首次公开募股案例。
- 2014年：「長者及合資格殘疾人士公共交通票價優惠計劃」優惠擴大至12歲以下殘疾兒童。
- 2014年：金龙鱼地沟油事件由《人民网》揭發。
- 2018年：美国德克萨斯州圣达菲市（英语：Santa Fe, Texas）圣达菲高中（英语：Santa Fe High School (Texas)）爆发校园枪击案，造成10人死亡，13人受伤。
- 2021年：臺灣蘋果日報停刊。
- 2021年：因Alpha 變種病毒而產生的本土疫情失控，中華民國的中央流行疫情指揮中心將中華民國臺灣地區升至三級警戒，全面防堵疫情，直到7月26日才降為二級警戒。

## 出生
- 1474年：伊莎貝拉·埃斯特，曼圖亞侯爵夫人（1539年逝世）
- 1710年：約翰二世·伯努利，瑞士數學家（1790年逝世）
- 1814年：卡爾·伯格曼，德國解剖學家、生理學家、生物學家（1865年逝世）
- 1850年：奧利弗·黑維塞，英國物理學家、電子工程師（1925年逝世）
- 1867年：南方熊楠，日本生物學家（1941年逝世）
- 1868年：尼古拉二世，俄罗斯帝國末代皇帝（1918年逝世）
- 1872年：伯特蘭·羅素，英國哲學家、數學家、邏輯學家，1950年諾貝爾文學獎得主（1970年逝世）
- 1877年：雷切爾·沙宣·以斯拉，印度慈善家（1952年逝世）
- 1883年：沃爾特·格羅佩斯，德國建筑師，設計學校先趨包豪斯創辦者（1969年逝世）
- 1884年：明思德，美國牧師、傳教士、學術主管（1962年逝世）
- 1889年：托馬斯·米基利，美國機械工程師、化學家（1944年逝世）
- 1891年：魯道夫·卡爾納普，美國分析哲學家（1970年逝世）
- 1895年：，尼加拉瓜革命家（1934年逝世）
- 1895年：张恨水，中國通俗小说家（1967年逝世）
- 1896年：布羅克·奇澤姆，加拿大精神科醫生、醫師（1971年逝世）
- 1908年：理查德·图西，美國天文學家（1997年逝世）
- 1909年：弗雷德·佩里，英國桌球、網球運動員（1995年逝世）
- 1913年：尼蘭·桑吉瓦·雷迪，印度政治人物，第6任印度總統（1996年逝世）
- 1919年：瑪格·芳登，英国芭蕾舞者（1991年逝世）
- 1920年：教宗若望保祿二世，羅馬主教（2005年逝世）
- 1922年：伊芙琳·梅斯，南非護士，納爾遜·曼德拉的第一任妻子（2004年逝世）
- 1927年：卡爾·佩格勞，德國交通心理學家、工程師、交通號誌小人創造者（2009年逝世）
- 1937年：田口文章，日本微生物學家（2011年逝世）
- 1946年：謝長廷，臺灣政治人物
- 1947年：約翰·布魯頓，愛爾蘭政治人物，第10任愛爾蘭總理（2024年逝世）
- 1947年：寺尾聰，日本男演員、創作歌手、貝斯手
- 1951年：伯纳德·费林加，荷蘭化學家，2016年諾貝爾化學獎得主
- 1952年：大友龍三郎，日本男性聲優
- 1953年：戴維·多伊奇，英國物理學家
- 1953年：吉列爾梅·波塞爾·達科斯塔，聖多美普林西比政治人物、外交家，第9任聖多美普林西比總理
- 1955年：周润發，香港男演員
- 1957年：艾未未，中國藝術家，維權人士
- 1963年：飯島真理，日本女歌手、聲優
- 1964年：成田劍，日本男性聲優
- 1965年：范立達，台灣媒體人
- 1967年：李福榮，香港足球運動員
- 1969年：槙原敬之，日本創作歌手、音樂製作人
- 1970年：蒂娜·費，美國劇作家、女演員、喜劇演員、製片人
- 1971年  :  张永刚，中国男演员
- 1974年：北村豐晴，臺灣導演
- 1975年 :  约翰·希金斯，英国斯诺克运动员
- 1977年：李鉄，中國足球員
- 1978年：吳欣盈，臺灣企業家、政治人物
- 1980年：李泳漢，香港男演員
- 1980年：李泳豪，香港男演員
- 1981年：黃小蕾，中國女演員
- 1982年：林周煥，韓國男演員
- 1983年：島本理生，日本小說家
- 1985年：黄瑄，台灣女演員
- 1987年：魏新雨，中國女歌手
- 1988年：瀨戶康史，日本男演員
- 1988年：太陽，韓國男子偶像團體BIGBANG成員
- 1990年：許嘉允，韓國女子偶像團體4minute成員
- 1992年：黃合秀，香港新聞工作者、電視節目主持人
- 1993年：陸翊，中國女藝人
- 1993年：入江甚儀，日本男演員
- 1993年：江口菜子，日本女性聲優
- 1993年 :   橘梨纱，前日本AV女优
- 1994年：王博文，中國歌手，前乒乓球運動員
- 1994年:  克林特·卡培拉，瑞士篮球运动员
- 1995年：賤葆，台灣YouTuber
- 2000年：曹世林，韓國女子偶像團體EVERGLOW成員
- 生年不詳：淺野良介，日本女性聲優
- 生年不詳：澀谷彩乃，日本女性聲優

## 逝世
- 1403年：陳顯，明朝官員。（1338年出生）
- 1526年：後柏原天皇，日本第104代天皇。（1464年出生）
- 1799年：皮埃爾·博馬舍，法國劇作家。（1732年出生）
- 1812年：約翰·貝林罕，英国商人，刺殺首相斯賓塞·珀西瓦爾，成為历史上唯一一位成功刺殺英国首相的刺客。（1759年出生）
- 1909年：乔治·梅瑞狄斯，英國詩人、小說家。（1828年出生）
- 1911年：古斯塔夫·馬勒，奥地利作曲家、指挥家。（1860年出生）
- 1916年：陳其美，辛亥革命党人，被暗殺。（1878年出生）
- 1921年：富蘭克林·奈特·萊恩，美國政治人物，曾任美國內政部長。（1864年出生）
- 1966年：鄧拓，中國報刊政論家、學者、作家，中共宣傳戰線重要成員。（1912年出生）
- 1975年：勒萊·安德森，美國作曲家。（1908年出生）
- 1975年：克里斯多福·斯特雷奇，英國計算機科學家。（1916年出生）
- 1976年：謝雨川，香港立法局議員，人稱「米王」。（1899年出生）
- 1978年：塞爾文·勞埃，英國政治人物。（1904年出生）
- 1982年：纪育沣，中国有机化学家。（1899年出生）
- 1986年：赵金科，中国地质学家、古生物学家。（1906年出生）
- 1993年：張鑑泉，香港立法局議員。（1941年出生）
- 2009年：韦卢皮莱·普拉巴卡兰，斯里蘭卡泰米尔伊拉姆猛虎解放组织創立者。（1954年出生）
- 2010年：黛文德拉·辛格，印度心理學家。（1938年出生）
- 2012年：，德国男中音。（1925年出生）
- 2013年：真崎航，日本男男同性色情片演员。（1983年出生）
- 2014年：多布里察·喬西奇，南斯拉夫联盟共和国首任總統。（1921年出生）
- 2015年：讓-弗朗索瓦·塞奧多，法國企業家，泛歐交易所總裁。（1946年出生）
- 2017年：雅克·法斯科，美國未來學家。（1916年出生）
- 2023年：吉姆·布朗，美國職業美式足球運動員。（1936年出生）
- 2023年：張學潤，香港形象設計師。（1963年出生）
- 2024年：廖駿雄，香港男演員。（1960年出生）

## 节假日和习俗
- 国际博物馆日
- 世界愛滋疫苗日（英语：World AIDS Vaccine Day）
- 耶路撒冷日
- 中華民國、 中华人民共和国：海峡两岸经贸交易会
- 中国：廊坊国际经济贸易洽谈会
- ：5·18民主化運動紀念日
- 美国：全國言語治療師日
- 葡萄牙：教師節
- 海地：國旗日
- ：復興、統一和馬赫冬古利詩歌日
- 菲律賓歐班多省：歐班多生育節